# Kharkiv
Kharkiv hay Kharkov (tiếng Ukraina: Ха́рків; tiếng Nga: Ха́рьков) là thành phố và là đô thị lớn thứ hai của Ukraina. Nằm ở phía đông bắc của đất nước, đây là thành phố lớn nhất của khu vực lịch sử Sloboda Ukraina . Kharkiv là trung tâm hành chính của tỉnh Kharkiv và các vùng lân cận Kharkiv Raion. Nó có dân số 1.421.125 (ước tính năm 2022). 
Kharkiv được thành lập vào năm 1654 với tư cách là một pháo đài và đã phát triển thành một trung tâm công nghiệp, thương mại và văn hóa Ukraina lớn của Đế quốc Nga . Vào đầu thế kỷ 20, thành phố chủ yếu có dân số là người Nga , nhưng khi sự mở rộng công nghiệp đã thu hút thêm lao động từ các vùng nông thôn khốn khó, và khi Liên Xô giảm bớt những hạn chế trước đây đối với việc thể hiện văn hóa Ukraina, người Ukraina trở thành nhóm dân tộc lớn nhất trong thành phố vào đêm trước của Thế chiến II . Từ tháng 12 năm 1919 đến tháng 1 năm 1934, Kharkiv là thủ đô đầu tiên của Cộng hòa xã hội chủ nghĩa Xô viết Ukraina .
Kharkiv là một trung tâm văn hóa, khoa học, giáo dục, giao thông và công nghiệp lớn của Ukraine, với nhiều bảo tàng, nhà hát và thư viện, bao gồm các nhà thờ Truyền tin và Ký túc xá , tòa nhà Derzhprom ở Quảng trường Tự do và Đại học Quốc gia Kharkiv . Công nghiệp đóng một vai trò quan trọng trong nền kinh tế Kharkiv, chủ yếu chuyên về máy móc và điện tử . Có hàng trăm cơ sở công nghiệp khắp thành phố, bao gồm Cục thiết kế Morozov , Nhà máy Malyshev , Khartron , Turboatom và Antonov.
Vào tháng 3 và tháng 4 năm 2014, lực lượng an ninh và những người phản đối biểu tình đã đánh bại nỗ lực của phe ly khai do Nga hậu thuẫn nhằm giành quyền kiểm soát thành phố và chính quyền khu vực. Kharkiv là mục tiêu chính của các lực lượng Nga trong Chiến dịch đông bắc Ukraina trong cuộc xâm lược Ukraina vào năm 2022 của Nga trước khi họ bị đẩy lùi về biên giới Nga-Ukraina. Thành phố vẫn nằm dưới hỏa lực không liên tục của Nga.

## Lịch sử Kharkiv
Kharkov được thành lập vào năm 1654 và sau biến thành một trung tâm văn hóa ở Ukraina. Đất nước Ukraina lúc bấy giờ là phiên thuộc của Đế quốc Nga nên địa danh này mang tên "Kharkov" vì Tiếng Nga là ngôn ngữ chính.
Sang thế kỷ 20, với vị trí gần biên giới Nga, Kharkov cũng là cửa ngõ đầu tiên ở Ukraina thừa nhận chính quyền Liên Xô chỉ hai tháng sau khi Cách mạng Tháng Mười lật đổ Sa hoàng năm 1917.
Kharkov được lập làm thủ đô nước Cộng hòa Xã hội chủ nghĩa Xô viết Ukraina. Kharkov giữ địa vị này đến năm 1934 thì chính quyền cộng sản thiên đô về Kiev. Dù vậy, Kharkov giữ nguyên vị trí chính trị, kinh tế và văn hóa hàng đầu của vùng đông bắc Ukraina.
Sang thập niên 1990, Liên Xô tan rã, Ukraina giành lấy độc lập; Kharkov nay đổi tên thành Kharkiv vẫn là trọng điểm văn hóa, khoa học, giáo dục, giao thông và công nghiệp của Ukraina. Nơi đây có 60 viện nghiên cứu khoa học, 30 cơ sở giáo dục đại học, 6 viện bảo tàng, 7 nhà hát và 80 thư viện lớn nhỏ.
Công nghiệp chủ yếu là nghiên cứu cùng chế tạo vũ khí và cơ khí. Thành phố có nhiều công nghiệp quy mô như: Phòng Thiết kế Morozov và Nhà mấy Malyshev (hãng chế tạo xe tăng hàng đầu kể từ thập niên 1930), Hartron (điện tử hạt nhân và không gian) và Turboatom (tuốc bin).
Kharkiv có một số công trình đáng kể như hệ thống tàu điện ngầm dài 35 km với 28 ga. Thắng tích chính là Quảng trường Tự do (Ploshcha Svobody) với diện tích bao la. Đây là quảng trường rộng nhất châu Âu, lớn thứ nhì trên thế giới sau Quảng trường Thiên An Môn ở Trung Quốc.
Trong Cuộc xâm lược của Nga vào Ukraina năm 2022, thành phố trở thành 1 trong những trận đánh trong cuộc chiến từ ngày 24/2 đến ngày 14/5/2022 và chiến thắng thuộc về Ukraina và vẫn nằm trong kiểm soát của quân đội Ukraina.

## Khí hậu
| Dữ liệu khí hậu của Kharkiv, Ukraina (1981−2010) | Dữ liệu khí hậu của Kharkiv, Ukraina (1981−2010) | Dữ liệu khí hậu của Kharkiv, Ukraina (1981−2010) | Dữ liệu khí hậu của Kharkiv, Ukraina (1981−2010) | Dữ liệu khí hậu của Kharkiv, Ukraina (1981−2010) | Dữ liệu khí hậu của Kharkiv, Ukraina (1981−2010) | Dữ liệu khí hậu của Kharkiv, Ukraina (1981−2010) | Dữ liệu khí hậu của Kharkiv, Ukraina (1981−2010) | Dữ liệu khí hậu của Kharkiv, Ukraina (1981−2010) | Dữ liệu khí hậu của Kharkiv, Ukraina (1981−2010) | Dữ liệu khí hậu của Kharkiv, Ukraina (1981−2010) | Dữ liệu khí hậu của Kharkiv, Ukraina (1981−2010) | Dữ liệu khí hậu của Kharkiv, Ukraina (1981−2010) | Dữ liệu khí hậu của Kharkiv, Ukraina (1981−2010) |
| Tháng                                            | 1                                                | 2                                                | 3                                                | 4                                                | 5                                                | 6                                                | 7                                                | 8                                                | 9                                                | 10                                               | 11                                               | 12                                               | Năm                                              |
| ------------------------------------------------ | ------------------------------------------------ | ------------------------------------------------ | ------------------------------------------------ | ------------------------------------------------ | ------------------------------------------------ | ------------------------------------------------ | ------------------------------------------------ | ------------------------------------------------ | ------------------------------------------------ | ------------------------------------------------ | ------------------------------------------------ | ------------------------------------------------ | ------------------------------------------------ |
| Cao kỉ lục °C (°F)                               | 11.0 (51.8)                                      | 14.6 (58.3)                                      | 21.8 (71.2)                                      | 30.5 (86.9)                                      | 34.5 (94.1)                                      | 36.8 (98.2)                                      | 37.6 (99.7)                                      | 39.8 (103.6)                                     | 33.7 (92.7)                                      | 29.3 (84.7)                                      | 20.3 (68.5)                                      | 13.4 (56.1)                                      | 39.8 (103.6)                                     |
| Trung bình ngày tối đa °C (°F)                   | −2.2 (28.0)                                      | −1.6 (29.1)                                      | 4.3 (39.7)                                       | 14.0 (57.2)                                      | 20.8 (69.4)                                      | 24.3 (75.7)                                      | 26.4 (79.5)                                      | 25.7 (78.3)                                      | 19.4 (66.9)                                      | 12.0 (53.6)                                      | 3.6 (38.5)                                       | −1.1 (30.0)                                      | 12.1 (53.8)                                      |
| Trung bình ngày °C (°F)                          | −4.6 (23.7)                                      | −4.5 (23.9)                                      | 0.7 (33.3)                                       | 9.2 (48.6)                                       | 15.6 (60.1)                                      | 19.3 (66.7)                                      | 21.3 (70.3)                                      | 20.3 (68.5)                                      | 14.4 (57.9)                                      | 7.9 (46.2)                                       | 0.9 (33.6)                                       | −3.5 (25.7)                                      | 8.1 (46.6)                                       |
| Tối thiểu trung bình ngày °C (°F)                | −7.0 (19.4)                                      | −7.3 (18.9)                                      | −2.4 (27.7)                                      | 4.6 (40.3)                                       | 10.3 (50.5)                                      | 14.2 (57.6)                                      | 16.2 (61.2)                                      | 14.9 (58.8)                                      | 9.8 (49.6)                                       | 4.3 (39.7)                                       | −1.5 (29.3)                                      | −5.9 (21.4)                                      | 4.2 (39.6)                                       |
| Thấp kỉ lục °C (°F)                              | −35.6 (−32.1)                                    | −29.8 (−21.6)                                    | −32.2 (−26.0)                                    | −11.4 (11.5)                                     | −1.9 (28.6)                                      | 2.2 (36.0)                                       | 5.7 (42.3)                                       | 2.2 (36.0)                                       | −2.9 (26.8)                                      | −9.1 (15.6)                                      | −20.9 (−5.6)                                     | −30.8 (−23.4)                                    | −35.6 (−32.1)                                    |
| Lượng Giáng thủy trung bình mm (inches)          | 36 (1.4)                                         | 33 (1.3)                                         | 33 (1.3)                                         | 34 (1.3)                                         | 50 (2.0)                                         | 61 (2.4)                                         | 61 (2.4)                                         | 43 (1.7)                                         | 45 (1.8)                                         | 45 (1.8)                                         | 40 (1.6)                                         | 36 (1.4)                                         | 517 (20.4)                                       |
| Số ngày mưa trung bình                           | 10                                               | 8                                                | 10                                               | 13                                               | 14                                               | 15                                               | 13                                               | 10                                               | 12                                               | 13                                               | 13                                               | 12                                               | 143                                              |
| Số ngày tuyết rơi trung bình                     | 19                                               | 18                                               | 12                                               | 2                                                | 0.1                                              | 0                                                | 0                                                | 0                                                | 0.03                                             | 2                                                | 9                                                | 18                                               | 80                                               |
| Độ ẩm tương đối trung bình (%)                   | 86                                               | 83                                               | 77                                               | 66                                               | 61                                               | 65                                               | 65                                               | 63                                               | 70                                               | 78                                               | 86                                               | 87                                               | 74                                               |
| Số giờ nắng trung bình tháng                     | 51                                               | 65                                               | 108                                              | 162                                              | 238                                              | 263                                              | 273                                              | 247                                              | 185                                              | 124                                              | 47                                               | 31                                               | 1.794                                            |
| Nguồn 1: Pogoda.ru.net                           |                                                  |                                                  |                                                  |                                                  |                                                  |                                                  |                                                  |                                                  |                                                  |                                                  |                                                  |                                                  |                                                  |
| Nguồn 2: NOAA (nắng 1961–1990)                   |                                                  |                                                  |                                                  |                                                  |                                                  |                                                  |                                                  |                                                  |                                                  |                                                  |                                                  |                                                  |                                                  |